# Hirśke (obwód odeski)
Hirśke (ukr. Гірське) – wieś na Ukrainie, w obwodzie odeskim, w rejonie rozdzielniańskim, w hromadzie Wełyka Mychajliwka. W 2001 liczyła 214 mieszkańców.